# Going Dumb
«Going Dumb» — песня шведского диджея Алессо и китайского музыканта Corsak. Она была выпущена 19 марта 2021 года в двух версиях: одна от двух продюсеров, а другая с вокалом от K-pop группы Stray Kids. Песня сопровождает третью годовщину игры в жанре королевской битвы PUBG Mobile, и представлена в качестве фоновой музыки в мобильной версии. Это первое сотрудничество Stray Kids.
Она попала на 13-место в чарте Billboard Hot Dance/Electronic Songs, Forbes отметил, что Stray Kids стали одним из немногих корейских артистов попавших в чарт. В день выхода песни вышло лирик-видео, 8 апреля 2021 года вышло видео о создании лирик-видео, которое показывает процесс записи и производства в Сеуле, Стокгольме и Шанхае. 7 мая вышел музыкальный клип.
14 мая вышел ремикс от Low Steppa, 28 мая — от Майка Уильямса.

## Список композиций
- Digital download[12]

1. «Going Dumb» — 2:48
2. «Going Dumb» (with Stray Kids) — 2:49

- Digital download (Low Steppa remix)[10]

1. «Going Dumb» (Low Steppa remix) — 3:17

- Digital download (Mike Williams remix)[11]

1. «Going Dumb» (Mike Williams remix) — 2:46

## Участники записи
Согласно Tidal.
- Алессо — продюсер, автор
- Corsak — со-продюсер, вокал
- Stray Kids — вокал (версия Stray Kids)
- Калле Леманн — со-продюсер, автор
- Haee — автор (версия Stray Kids)

## Чарты
| Чарт (2021)                                | Высшая позиция |
| ------------------------------------------ | -------------- |
| Венгрия (Single Top 40)                    | 27             |
| South Korea Download Chart (Gaon)          | 178            |
| Spain Digital Song Sales (Billboard)       | 10             |
| Швеция (Sverigetopplistan)                 | 63             |
| США (Billboard Hot Dance/Electronic Songs) | 13             |

| Чарт (2021)                               | Позиция |
| ----------------------------------------- | ------- |
| US Hot Dance/Electronic Songs (Billboard) | 46      |

## История релиза
| Регион | Дата          | Формат                       | Версия              | Лейбл        | Примечания |
| ------ | ------------- | ---------------------------- | ------------------- | ------------ | ---------- |
| Разные | 19 марта 2021 | Цифровое скачивание стриминг | Original            | Liquid State | [ 12 ]     |
| Разные | 14 мая 2021   | Цифровое скачивание стриминг | Low Steppa remix    | Liquid State | [ 10 ]     |
| Разные | 28 мая 2021   | Цифровое скачивание стриминг | Mike Williams remix | Liquid State | [ 11 ]     |